# James Bowen
 (janvier 2021).
La mise en forme du texte ne suit pas les recommandations de Wikipédia : il faut le « wikifier ».
Les points d'amélioration suivants sont les cas les plus fréquents. Le détail des points à revoir est peut-être précisé sur la page de discussion.
- Les titres sont pré-formatés par le logiciel. Ils ne sont ni en capitales, ni en gras.
- Le texte ne doit pas être écrit en capitales (les noms de famille non plus), ni en gras, ni en italique, ni en « petit »…
- Le gras n'est utilisé que pour surligner le titre de l'article dans l'introduction, une seule fois.
- L'italique est rarement utilisé : mots en langue étrangère, titres d'œuvres, noms de bateaux, etc.
- Les citations ne sont pas en italique mais en corps de texte normal. Elles sont entourées par des guillemets français : « et ».
- Les listes à puces sont à éviter, des paragraphes rédigés étant largement préférés. Les tableaux sont à réserver à la présentation de données structurées (résultats, etc.).
- Les appels de note de bas de page (petits chiffres en exposant, introduits par l'outil «  Source ») sont à placer entre la fin de phrase et le point final[comme ça].
- Les liens internes (vers d'autres articles de Wikipédia) sont à choisir avec parcimonie. Créez des liens vers des articles approfondissant le sujet. Les termes génériques sans rapport avec le sujet sont à éviter, ainsi que les répétitions de liens vers un même terme.
- Les liens externes sont à placer uniquement dans une section « Liens externes », à la fin de l'article. Ces liens sont à choisir avec parcimonie suivant les règles définies. Si un lien sert de source à l'article, son insertion dans le texte est à faire par les notes de bas de page.
- La présentation des références doit suivre les conventions bibliographiques. Il est recommandé d'utiliser les modèles {{Ouvrage}}, {{Chapitre}}, {{Article}}, {{Lien web}} et/ou {{Bibliographie}}. Le mode d'édition visuel peut mettre en forme automatiquement les références.
- Insérer une infobox (cadre d'informations à droite) n'est pas obligatoire pour parachever la mise en page.

Pour une aide détaillée, merci de consulter Aide:Wikification.
Si vous pensez que ces points ont été résolus, vous pouvez retirer ce bandeau et améliorer la mise en forme d'un autre article.
Œuvres principales
Un chat de rue nommé Bob
Le monde selon Bob
Et puis est venu Bob.
James Anthony Bowen, né le 15 mars 1979 dans le Surrey (Angleterre), est un auteur britannique.
Ses mémoires A Street Cat Named Bob, The World According to Bob et A Gift from Bob, ont été des best-sellers internationaux. Un film basé sur les deux premiers livres est sorti en 2016 et une suite de ce film est sortie en 2020. Bowen consacre désormais son temps à aider de nombreuses organisations caritatives qui s'occupent des sans-abri, de l'alphabétisation et du bien-être des animaux.

## Biographie

### Jeunesse
James Bowen est né dans le Surrey en mars 1979. Après le divorce de ses parents, trois ans plus tard, il déménage en Australie avec sa mère. Étant donné qu'ils déménageaient souvent, Bowen se faisait rarement des amis. Il était souvent intimidé à l'école. Il a ensuite abandonné ses études en deuxième année de lycée, devenant un "enfant qui décroche" ; on lui a plus tard diagnostiqué de façon douteuse un trouble déficitaire de l'attention avec hyperactivité, une schizophrénie et une dépression maniaque.
En 1997, à l'âge de 17 ans, il retourne au Royaume-Uni pour vivre avec sa demi-sœur et son mari à Londres. Entre eux, l'atmosphère est tendue et des tensions apparaissent. L'arrangement a été de courte durée. Avec le temps, il commence à vivre et dormir dans la rue. Pendant les années qui ont suivi, Bowen a soit dormi dans la rue, soit séjourné dans des abris, la plupart du temps terrifié par son environnement. Il s'est alors mis à mendier et à prendre de l'héroïne pour surmonter la douleur d'être un sans abri.

### Rencontre avec Bob

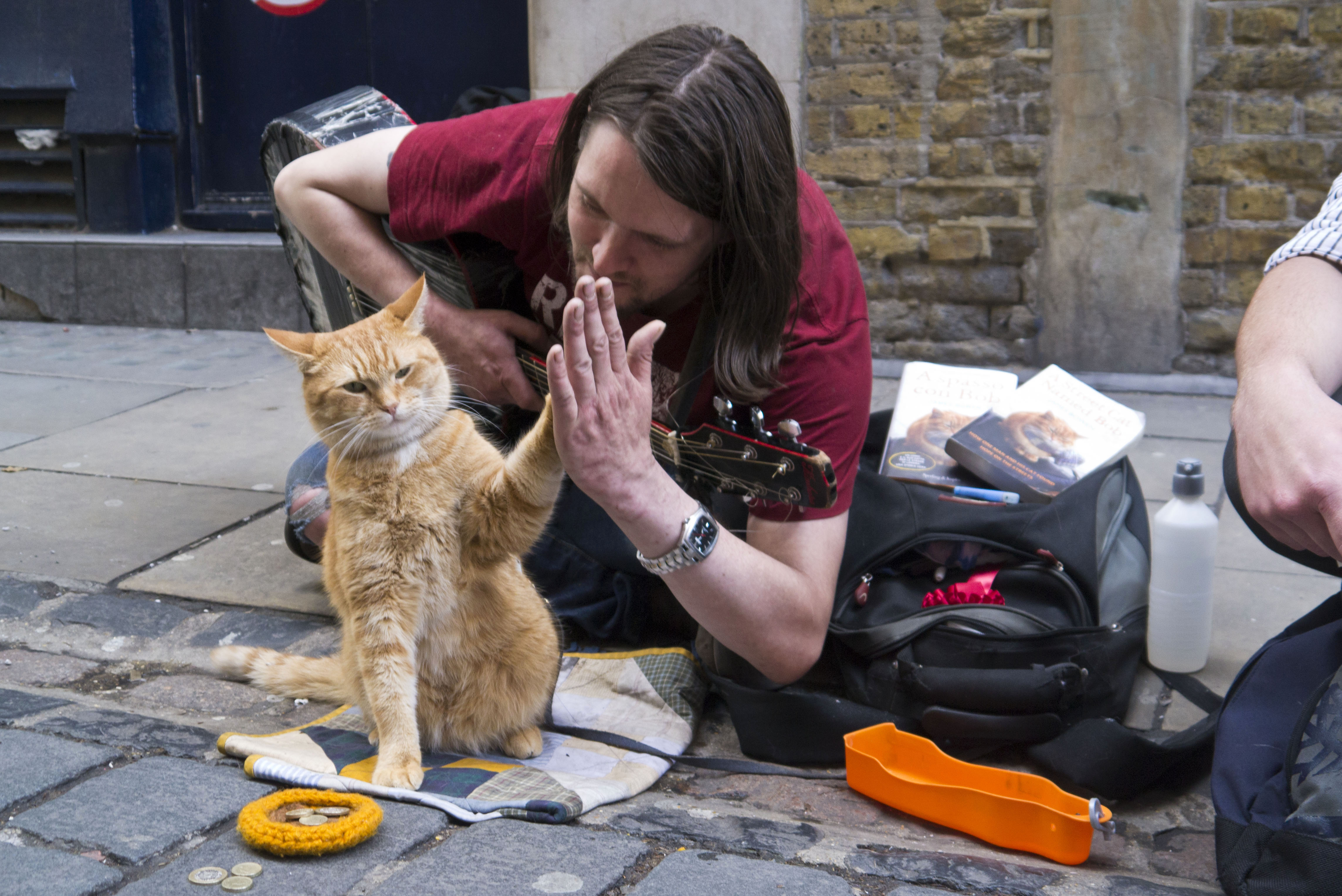
A Street Cat Named Bob et son biographe officiel James Bowen.

Au printemps 2007, James Bowen, alors en thérapie assistée par méthadone et vivant de mendicité et de busking à Covent Garden, dans un logement HLM à Tottenham, Londres, découvre un soir un chat roux dans le couloir de son immeuble. Croyant d'abord qu'il appartient à un autre résident, il constate rapidement que le chat s'installe chez lui. Le lendemain, Bowen remarque que le chat, sans collier ni plaque d'identité, est amaigri, avec un pelage endommagé, des égratignures sur le visage et une blessure infectée à la patte. Après avoir vérifié auprès des autres résidents sans trouver de propriétaire, il décide de s'occuper de l'animal.
Selon Un chat pour la vie (A Street Cat Named Bob), Bowen aurait emmené le chat à la clinique de la Royal Society for the Prevention of Cruelty to Animals, obtenant des antibiotiques pour soigner sa blessure infectée. Souhaitant que le chat suive l'intégralité du traitement de deux semaines, il l'accueille chez lui, tout en recherchant son propriétaire. Faute d'informations supplémentaires, Bowen envisage de relâcher le chat, mais celui-ci commence à le suivre partout, y compris dans le bus lorsqu'il se rend au travail. Bowen, prenant conscience que le chat n'a nulle part où aller, décide finalement de l'adopter et le nomme Bob, en référence au personnage Killer BOB de la série Twin Peaks.
Bob devient rapidement un compagnon de travail pour Bowen, qui lui procure un harnais pour sa sécurité. Ensemble, ils se rendent aux endroits habituels de Bowen à Covent Garden et Piccadilly Circus, voyageant dans le bus londonien numéro 73. Leur duo gagne en notoriété, notamment lorsque Bowen commence à vendre le magazine The Big Issue (en). Leur popularité augmente avec les vidéos de Bowen et Bob sur YouTube et la présence accrue des touristes à Covent Garden. Pendant ce temps, Bowen décide d'arrêter son traitement à la méthadone, attribuant ce changement à Bob : « Je pense que tout a commencé avec ce petit bonhomme. Il est venu me demander de l'aide, et il avait besoin de moi plus que je ne le croyais pour prendre soin de mon corps. C'est grâce à lui que je me lève chaque jour. Il m'a certainement guidé dans la bonne direction pour vivre ma vie ». Bob passe sa vie ultérieure comme chat d'intérieur, se faisant parfois promener dans un parc local par James avec son harnais. Un "catio" spécialement conçu pour lui offre un accès sécurisé au jardin.
En 2020, Bob termine le tournage de Joyeux Noël Bob. Le 13 juin 2020, après avoir été nourri dans leur cuisine au Surrey, Bob est vu pour la dernière fois à 23h. Sa disparition est remarquée une demi-heure plus tard par James.
Deux jours après sa disparition, le 15 juin 2020, Bob est retrouvé mort au bord d'une route, probablement à la suite d'une collision avec une voiture, à environ un kilomètre de chez eux.
Bob est décédé à un âge estimé entre 14 et 15 ans.
"Il m'a offert bien plus que sa simple présence. Avec lui, j'ai trouvé un sens et un objectif à ma vie. Il a rencontré des milliers de personnes, influençant des millions de vies. Il n'y a jamais eu de chat comme lui, et il n'y en aura jamais. J'ai l'impression que la lumière s'est éteinte dans ma vie. Je ne l'oublierai jamais."
 James Bowen & Streetcat Bob, le 18 juin 2020.

## Publications
Plusieurs ouvrages relatant l'histoire de Bowen et Bob ont été édités.

### Un chat de rue nommé Bob
Les apparitions publiques de Bowen et Bob ont capté l'attention du Islington Tribune, qui a relaté leur histoire en septembre 2010 pour la première fois. Cette histoire, une fois lue par Mary Pachnos, agent littéraire de John Grogan, auteur de Marley and Me, a conduit Bowen à rencontrer l'écrivain Garry Jenkins. Ensemble, ils ont rédigé une ébauche qui a abouti à un contrat avec les éditions Hodder & Stoughton. Depuis sa parution, le livre a été vendu à plus d'un million d'exemplaires au Royaume-Uni uniquement, traduit en 30 langues, et a figuré plus de 76 semaines en tête de la liste des best-sellers du The Sunday Times en éditions cartonnée et brochée.
Le livre Un chat de rue nommé Bob : And How He Saved My Life a été publié aux États-Unis le 30 juillet 2013 et a rapidement intégré la liste des best-sellers du New York Times, se plaçant en 7e position. Un film du même nom en anglais est sorti fin 2016, mettant en scène Luke Treadaway dans le rôle de Bowen, avec plusieurs chats, dont Bob lui-même, jouant le rôle principal.

### Le monde selon Bob
The World According to Bob continue de raconter la vie de Bowen et Bob dans les rues, y compris la période précédant leur rencontre avec Mary Pachnos. Sorti le 4 juillet 2013, ce livre a également atteint la première place des best-sellers du Sunday Times.

### Bob: un chat pas ordinaire
Bob : No Ordinary Cat est une adaptation du livre Un chat des rues nommé Bob spécialement réécrite pour un jeune public. Il a été publié le jour de la Saint-Valentin en 2013.

### Où est Bob dans le monde
Where in The World Is Bob est un livre illustré invitant les lecteurs à repérer Bob, James et divers objets dans des scènes du monde entier. Ce livre s'inspire des voyages de Bob documentés dans le blog Around the World in 80 Bobs, où les fans prennent des photos de Bob dans différents lieux mondiaux. Publié en octobre 2013, ce livre offre une perspective ludique sur les aventures de Bob.

### Mon Nom est Bob
My Name is Bob est un livre d'images pour enfants, coécrit par Bowen avec Garry Jenkins et illustré par Gerald Kelley, édité par Random House au Royaume-Uni en avril 2014. Il imagine la vie de Bob avant sa rencontre avec Bowen.

### Pour l'amour de Bob
For the Love of Bob est une version enfantine de The World According to Bob et fait suite à Bob : No Ordinary Cat. Sa publication date du 3 juillet 2014.

### Un cadeau de Bob
A Gift from Bob est un conte relatant le dernier Noël de Bowen et Bob dans les rues. Selon les éditeurs Hodder & Stoughton, ce livre montre « comment Bob a aidé James à traverser l'une de ses périodes les plus difficiles - lui apportant force, amitié et inspiration, mais aussi en lui enseignant d'importantes leçons sur la véritable signification de Noël ». Publié le 9 octobre 2014, il a atteint la 8e place sur la liste des best-sellers du Sunday Times. En octobre 2019, une adaptation cinématographique, réalisée par Charles Martin Smith et écrite par Garry Jenkins, a été annoncée pour une sortie en 2020.

### Bob à la rescousse
Bob to the Rescue est un autre livre d'images pour enfants, de nouveau écrit avec Garry Jenkins et illustré par Gerald Kelley. Publié par Random House en septembre 2014, il présente de nouvelles aventures de Bob et James.

### Le petit livre de Bob
The Little Book of Bob: Life Lessons from a Streetwise Cat rassemble les enseignements et sagesses que Bowen a recueillis au fil des années passées aux côtés de son compagnon félin. Publié par Hodder & Stoughton le 1er novembre 2018, ce livre offre une perspective intime sur la relation unique entre Bowen et Bob.

## Musique
James Bowen a aussi exploré l'univers musical, s'inspirant de son histoire et de sa relation avec Bob. Les singles caritatifs And Then Came Bob et Time To Move On ont été publiés en 2018 par Macaferri Music. Ces titres ont été mixés au Broadway Studio et mastérisés aux célèbres Abbey Road Studios à Londres,.
La chanson And Then Came Bob a été composée par les musiciens Roger Ferris, Glo Macari et Dominic Ferris, tandis que Time To Move On a été créé par Bowen et Henry Facey,. Ferris a également participé à la production des titres, apparaissant dans la production et le mixage des morceaux avec Bob sur le pupitre audio,.
Ces deux singles ont été dévoilés lors d'un concert payant en novembre 2018 aux Phoenix Gardens de Covent Garden, où Bowen était accompagné de Dominic Ferris et Henry Facey,. Les bénéfices de And Then Came Bob ont été reversés à The Big Issue, et il y a eu une tentative pour que ce titre soit numéro 1 des charts de Noël au Royaume-Uni en 2018,.

## Adaptation cinématographique
Le livre Un chat de rue nommé Bob a été adapté au cinéma par Shooting Script Films, avec Adam Rolston à la production, annoncé en mars 2014. En août 2015, Variety (magazine) révélait que Luke Treadaway incarnerait le rôle de Bowen et que Roger Spottiswoode en serait le réalisateur, le tournage débutant à Londres en octobre. Il a été révélé durant la production que Bob jouait dans la plupart des scènes du film. Le film est sorti au Royaume-Uni en novembre 2016.

## Prix
- A Street Cat Named Bob a été nommé aux National Book Awards du Royaume-Uni dans la catégorie Popular Non-Fiction en novembre 2012[31].

- En mars 2014, A Street Cat Named Bob a figuré en septième position dans une liste des livres les plus inspirants pour adolescents, établie à l'occasion de la Journée mondiale du livre[32].